# 道場親信
道場 親信（みちば ちかのぶ、1967年2月17日 - 2016年9月14日）は、日本の社会学者。社会運動史を専門とする。和光大学教授。

## 経歴
愛知県西尾市出身。愛知県立西尾高等学校卒業。1990年早稲田大学教育学部卒業。1999年早稲田大学大学院文学研究科社会学専攻博士後期課程満期退学。早稲田大学文学部助手などを経て、和光大学の教員となった。胆管癌のため死去。49歳没。

## 研究
一方で1920年代以来の日本の社会科学思想に関心を寄せながら、1950年代のサークル文化運動や1970年代の市民・住民運動に関する資料収集や聞き取り調査に取り組んだ。
2000年前後には、宇野田尚哉や米谷匡史らとともに、〈帝国と思想〉研究会の主要メンバーのひとりとなっていた。
『菊と刀』批判を通した戦後日本における「平和国家」のイメージ形成を論じ、また、平和運動の歴史を検討した2005年の著書『占領と平和』は、注目を集めた。

## おもな著書

### 単著
- 占領と平和 : 〈戦後〉という経験、青土社、2005年
- 抵抗の同時代史：軍事化とネオリベラリズムに抗して、人文書院、2008年
- 下丸子文化集団とその時代 ― 1950年代サークル文化運動の光芒、みすず書房、2016年10月25日[9]

### 共編著
- （大畑裕嗣、樋口直人、成元哲との共編著）社会運動の社会学、有斐閣（有斐閣選書）、2004年